# Cot Keumudee (Peusangan)
Cot Keumudee is een bestuurslaag in het regentschap Bireuen van de provincie Atjeh, Indonesië. Cot Keumudee telt 396 inwoners (volkstelling 2010).